# Pogonatum proliferum
Pogonatum proliferum är en bladmossart som beskrevs av Mitten 1859. Pogonatum proliferum ingår i släktet grävlingmossor, och familjen Polytrichaceae. Inga underarter finns listade i Catalogue of Life.